# Hendricksite
La hendricksite è un minerale appartenente al gruppo delle miche, una mica zincifera, così denominata in onore di S.D.Hendricks.

## Origine e giacitura
Quasi tutte le miche e manganofilliti di Franklin (New Jersey, USA), sono ascrivibili a questa specie.

## Forma in cui si presenta in natura
Ha l'aspetto di una mica, di colore da rosso-rame a bruno rossastro.